# R-S-74 Na Holem

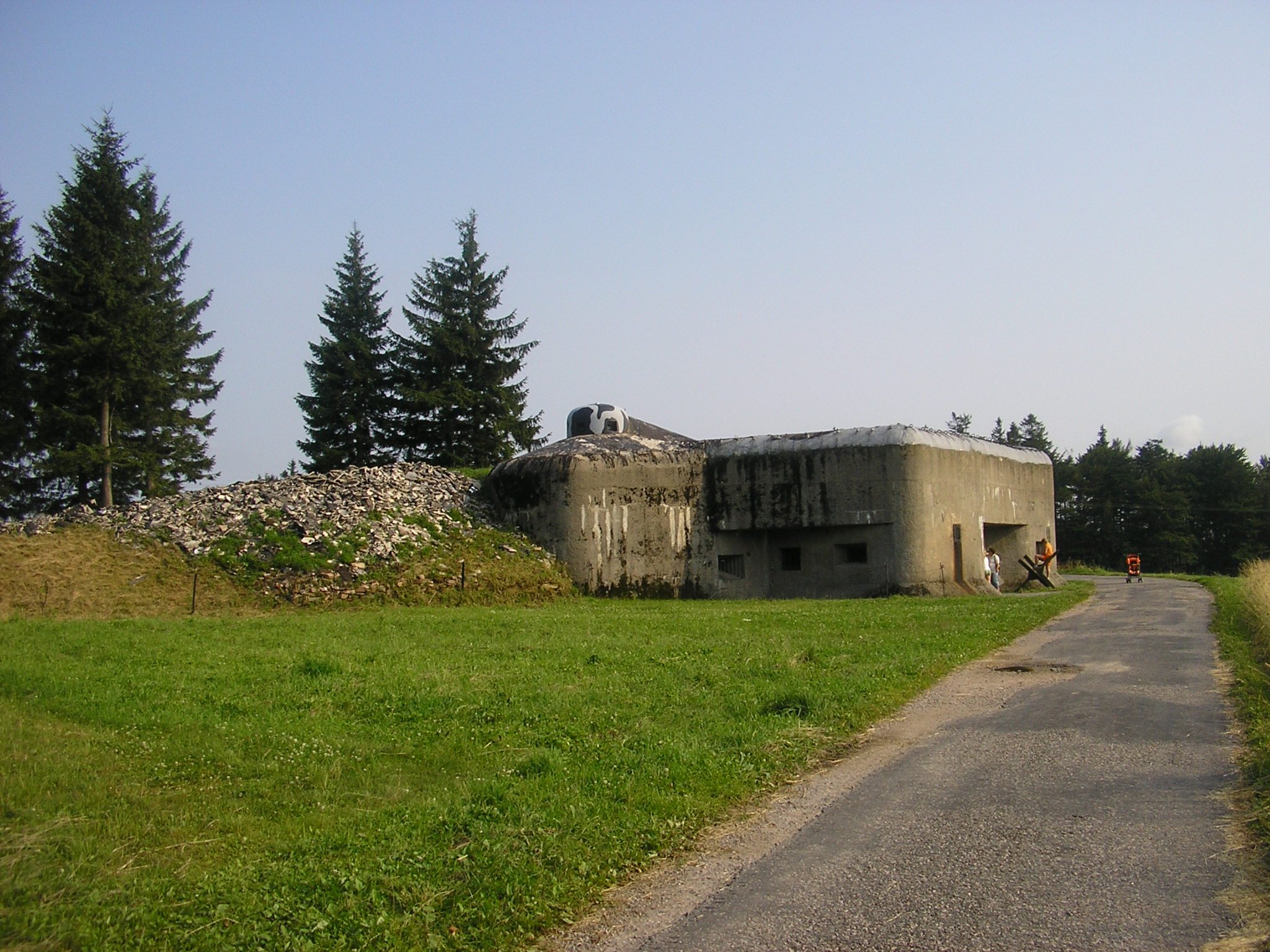
Ciężki schron bojowy R-S-74 „Na Holem” widok od strony parkingu

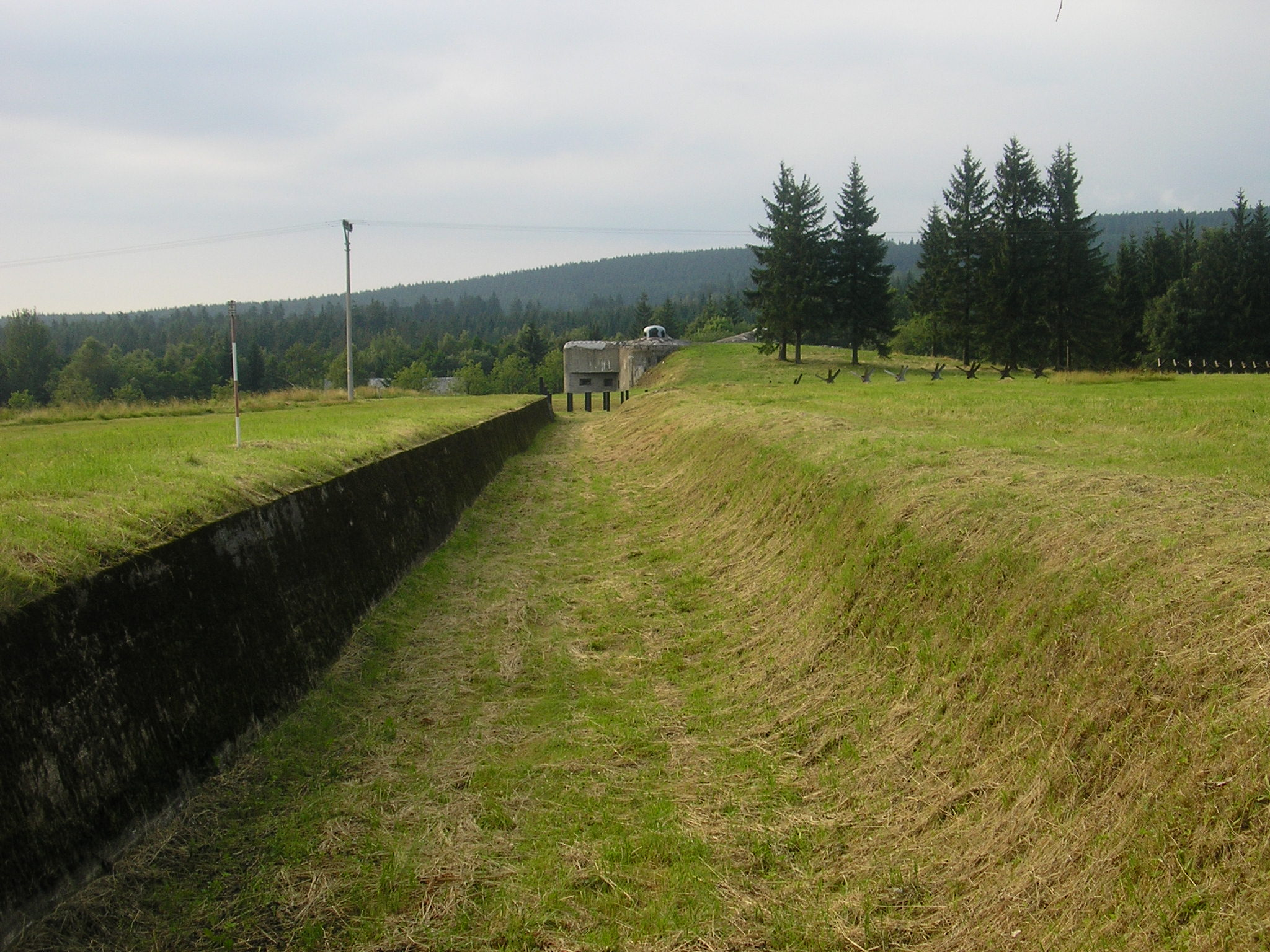
Widok na ciężki schron bojowy R-S-74 „Na Holem” z rowu przeciwczołgowego

R-S-74 „Na Holem” – ciężki schron bojowy na przełęczy ponad Bartošovicami w Górach Orlickich.
Schron położony jest na wysokości ok. 750 m n.p.m. Stanowił kluczowy element blokujący drogę Bartoszowice – Rokytnice. Zbudowany był w III klasie odporności co oznacza odpowiednio: grubość stropu 250 cm, grubość ścian od strony nieprzyjaciela 275 cm, grubość ścian tylnych 125 cm. Grubość dzwonów pancernych – 30 cm. Dodatkowo od strony nieprzyjaciela ułożona była zapora kamienna o szerokości 400 cm przysypana ziemią.

## Uzbrojenie schronu
- 2 działa przeciwpancerne KPUV vz.36 kalibru 47 mm sprzężone z ciężkim karabinem maszynowym ZB vz.37
- 2 podwójnie sprzężone ciężkie karabiny maszynowe ZB vz. 37
- 4 ręczne karabiny maszynowe ZB vz. 26 w strzelnicach „pod betonem”
- 2 ręczne karabiny maszynowe ZB vz. 26 w dzwonach pancernych
- granaty do obrony bezpośredniej

Załogę schronu stanowiło 37 żołnierzy – 2 oficerów, 10 podoficerów i 25 szeregowców. W 1938 roku schron był w pełni ukończony i wyposażony w uzbrojenie. W wyniku układu z Monachium został rozbrojony i przekazany Niemcom.

## Stan aktualny
Aktualnie schronem opiekuje się „Klub vojenske historie Praha”. Obiekt i otoczenie utrzymane są w bardzo dobrym stanie. Przy schronie można obejrzeć także rowy przeciwpancerne i zapory przeciwczołgowe typu jeż.
Obiekt jest bardzo łatwo dostępny dla turystów. Znajduje się ok. 200 m na południe od drogi Bartoszowice – Rokytnice, którą miał blokować. Na przełęczy (w najwyższym punkcie drogi) znajduje się duży parking.
Około 1 km od schronu znajduje się Grupa Warowna Hanicka.